# Simon Yates
Simon Philip Yates (Bury, 7 de agosto de 1992) es un deportista británico que compite en ciclismo en la modalidad de ruta; aunque también disputó carreras de pista. Su hermano gemelo Adam también es ciclista profesional.
En carretera sus mejores resultados fueron ganar la clasificación general de la Vuelta a España 2018 y el Giro de Italia 2025. Además venció en seis etapas del Giro de Italia (tres en 2018, una en 2021 y dos en 2022), dos etapas de la Vuelta a España (2016 y 2018) y tres etapas del Tour de Francia (dos en 2019 y una en 2025).
Ganó una medalla de oro en el Campeonato Mundial de Ciclismo en Pista de 2013, en la carrera por puntos.

## Biografía
Destacó en 2013 corriendo para el equipo nacional británico. Junto con su hermano gemelo Adam compitió en el  Tour del Porvenir, donde Simon ganó la quinta etapa, añadió otra victoria de etapa al día siguiente y terminó décimo en la clasificación general. Luego fue seleccionado como parte del equipo británico para participar en la Vuelta a Gran Bretaña, donde ganó la sexta etapa, Simon terminó tercero en la general y fue el mejor sub-23.

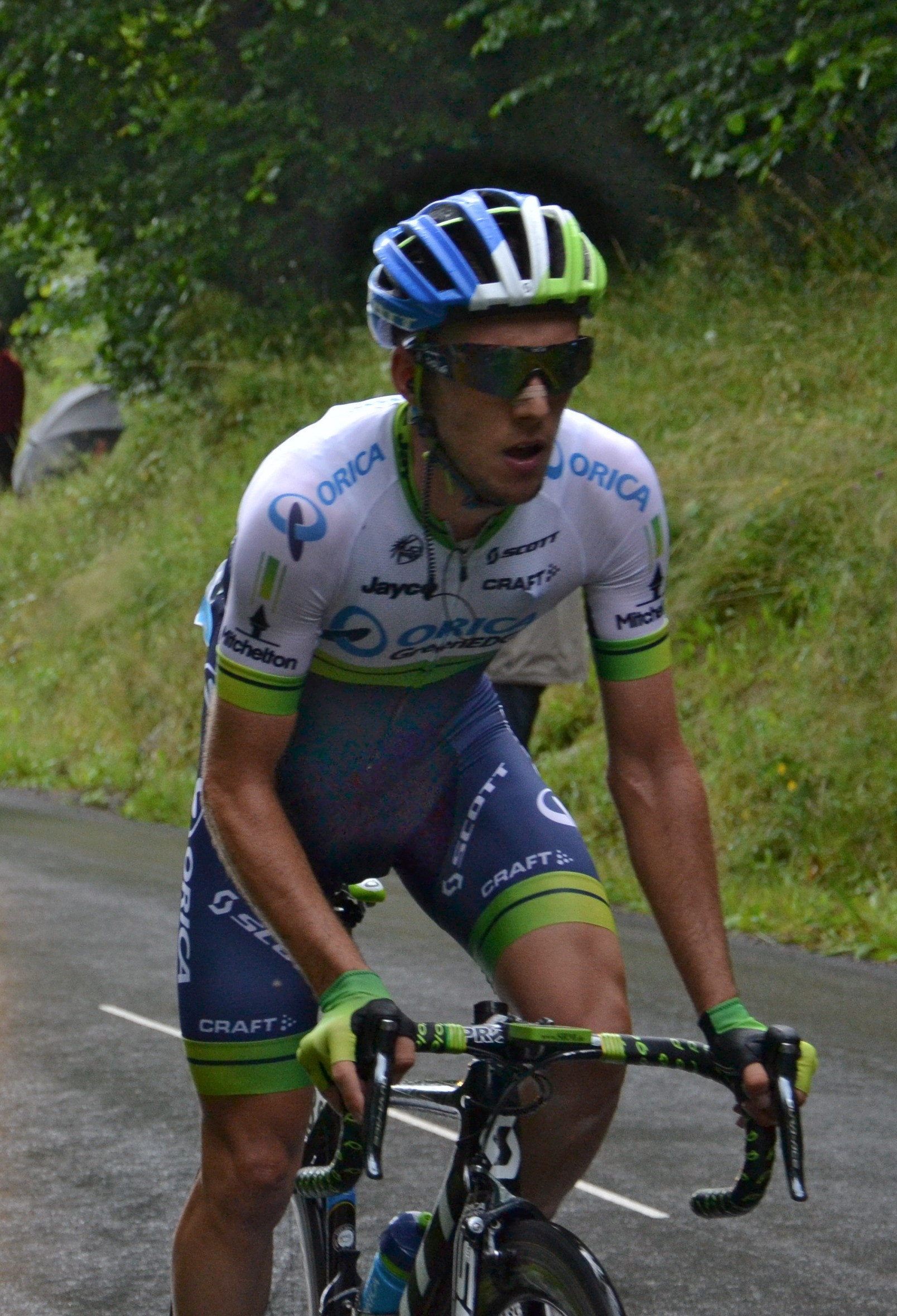
Yates en el Tour de Francia 2014

En 2014 se unió al equipo australiano de categoría UCI ProTeam Orica-GreenEDGE. En 2015 se clasificó en quinta posición en la Vuelta al País Vasco y el Critérium del Dauphiné.
En 2016 en la París-Niza ocupó el séptimo lugar de la clasificación general. En abril se reveló que dio positivo en un control antidopaje realizado durante la París-Niza por terbutalina, al no haber pedido el correspondiente TUE (autorización de uso terapéutico) para su inhalador de asma. Finalmente recibió una sanción por parte de la UCI de sólo cuatro meses al tratarse de un «error administrativo». En agosto de ese año, y tras su reaparición, consiguió una etapa de la Vuelta a España, además de ser sexto en la general final.
En 2018 se coloca como objetivos el Giro de Italia y la Vuelta a España. En la prueba italiana logra una destacada actuación ganando tres etapas y siendo líder de la Corsa Rosa. Sin embargo, perdió el liderato en la antipenúltima etapa por un desfallecimiento en la ascensión a la Cima Coppi, perdiendo más de 45 min con Chris Froome, quien ganó la etapa y a la postre maglia rosa. Finalizó el Giro en la 21.ª posición a más de hora y cuarto del ganador. En la Vuelta a España se puso como líder de la general en la novena etapa y ratificó esta posición ganando el ascenso a Las Praderas en la decimocuarta etapa, manteniéndose en la primera posición por el resto de etapas para conquistar así su primera Gran Vuelta, además de conseguir la clasificación de la combinada.

## Medallero internacional
| Campeonato Mundial | Campeonato Mundial   | Campeonato Mundial | Campeonato Mundial |
| Año                | Lugar                | Medalla            | Competición        |
| ------------------ | -------------------- | ------------------ | ------------------ |
| 2013               | Minsk ( Bielorrusia) | Medalla de oro     | Puntuación         |

## Palmarés

### Pista
2013
- Campeonato Mundial Carrera por Puntos

### Ruta
| 2011 - 1 etapa del Tour del Porvenir 2013 - Campeonato del Reino Unido en Ruta sub-23 - 2 etapas del Tour del Porvenir - 1 etapa de la Vuelta a Gran Bretaña 2014 - 3.º en el Campeonato del Reino Unido en Ruta 2016 - Clásica de Ordizia - 1 etapa de la Vuelta a España 2017 - 1 etapa de la París-Niza - Gran Premio Miguel Induráin - 1 etapa del Tour de Romandía - Clasificación de los jóvenes del Tour de Francia 2018 - 1 etapa de la París-Niza - 1 etapa de la Volta a Cataluña - 3 etapas del Giro de Italia - 1 etapa del Tour de Polonia - Vuelta a España , más 1 etapa y clasificación de la combinada - UCI WorldTour | 2019 - 1 etapa de la Vuelta a Andalucía - 1 etapa de la París-Niza - 2 etapas del Tour de Francia 2020 - Tirreno-Adriático, más 1 etapa 2021 - Tour de los Alpes, más 1 etapa - 3.º en el Giro de Italia, más 1 etapa 2022 - 1 etapa de la París-Niza - 2 etapas de la Vuelta a Asturias - 2 etapas del Giro de Italia - Clásica de Ordizia - Vuelta a Castilla y León, más 1 etapa 2023 - 1 etapa del Tour Down Under 2024 - AlUla Tour, más 1 etapa 2025 - Giro de Italia - 1 etapa del Tour de Francia |

## Resultados

### Grandes Vueltas
| Carrera | Carrera         | 2014 | 2015 | 2016 | 2017 | 2018 | 2019 | 2020 | 2021 | 2022 | 2023 | 2024 | 2025 |
| ------- | --------------- | ---- | ---- | ---- | ---- | ---- | ---- | ---- | ---- | ---- | ---- | ---- | ---- |
|         | Giro de Italia  | —    | —    | —    | —    | 21.º | 8.º  | Ab.  | 3.º  | Ab.  | —    | —    | 1.º  |
|         | Tour de Francia | Ab.  | 89.º | —    | 7.º  | —    | 49.º | —    | Ab.  | —    | 4.º  | 12.º | 15.º |
|         | Vuelta a España | —    | —    | 6.º  | 44.º | 1.º  | —    | —    | —    | Ab.  | —    | —    | —    |

### Vueltas menores
| Carrera | Carrera                | 2014 | 2015 | 2016 | 2017 | 2018 | 2019 | 2020 | 2021 | 2022 | 2023 | 2024 | 2025 |
| ------- | ---------------------- | ---- | ---- | ---- | ---- | ---- | ---- | ---- | ---- | ---- | ---- | ---- | ---- |
|         | Tour Down Under        | —    | —    | —    | —    | —    | —    | 7.º  | X    | X    | 2.º  | 7.º  | —    |
|         | París-Niza             | 44.º | 29.º | Ab.  | 9.º  | 2.º  | 25.º | —    | —    | 2.º  | 4.º  | —    | —    |
|         | Tirreno-Adriático      | —    | —    | —    | —    | —    | —    | 1.º  | 10.º | —    | —    | —    | 14.º |
|         | Volta a Cataluña       | —    | —    | —    | —    | 4.º  | 13.º | X    | 9.º  | Ab.  | —    | 57.º | 9.º  |
|         | Vuelta al País Vasco   | 12.º | 5.º  | Ab.  | 22.º | —    | —    | X    | —    | —    | 9.º  | —    | —    |
|         | Tour de Romandía       | —    | 6.º  | —    | 2.º  | —    | —    | X    | —    | —    | Ab.  | 11.º | —    |
|         | Critérium del Dauphiné | —    | 5.º  | —    | 13.º | —    | —    | —    | —    | —    | —    | —    | —    |
|         | Vuelta a Polonia       | —    | —    | 20.º | —    | 2.º  | —    | 3.º  | —    | —    | —    | —    |      |

### Clásicas y Campeonatos
| Strade Bianche          | Strade Bianche          | —             | —             | —    | —             | —             | —             | —             | 63.º | —   | —    | —    | —  |    |    |
|                         | Milán-San Remo          | —             | 37.º          | 95.º | —             | —             | —             | —             | —    | —   | —    | —    | —  |    |    |
| Gante-Wevelgem          | Gante-Wevelgem          | 137.º         | —             | —    | —             | —             | —             | —             | —    | —   | —    | —    | —  |    |    |
| Flecha Brabanzona       | Flecha Brabanzona       | Ab.           | —             | —    | —             | —             | —             | —             | —    | —   | —    | —    | —  |    |    |
| Flecha Valona           | Flecha Valona           | 78.º          | 62.º          | —    | —             | —             | —             | —             | —    | —   | —    | —    | —  |    |    |
|                         | Lieja-Bastoña-Lieja     | —             | 39.º          | —    | 153.º         | —             | —             | —             | —    | —   | —    | 32.º | —  |    |    |
| Clásica San Sebastián   | Clásica San Sebastián   | Ab.           | 14.º          | 7.º  | 18.º          | —             | Ab.           | X             | 22.º | 6.º | —    | Ab.  |    |    |    |
| Vattenfall Cyclassics   | Vattenfall Cyclassics   | 79.º          | Ab.           | —    | —             | —             | —             | —             | —    | —   | —    | —    |    |    |    |
| Bretagne Classic        | Bretagne Classic        | —             | 66.º          | —    | —             | —             | —             | —             | —    | —   | —    | —    |    |    |    |
| Gran Premio de Quebec   | Gran Premio de Quebec   | 22.º          | 82.º          | —    | —             | —             | —             | X             | X    | —   | 56.º | 54.º |    |    |    |
| Gran Premio de Montreal | Gran Premio de Montreal | 36.º          | 16.º          | —    | —             | —             | —             | X             | X    | —   | 6.º  | 13.º |    |    |    |
|                         | Giro de Lombardía       | Ab.           | 18.º          | —    | —             | —             | —             | —             | 86.º | —   | 5.º  | 84.º |    |    |    |
| JJ. OO. (Ruta)          | JJ. OO. (Ruta)          | No se disputó | No se disputó | —    | No se disputó | No se disputó | No se disputó | No se disputó | 17.º | ND  | ND   | —    | ND | ND | ND |
| Mundial en Ruta         | Mundial en Ruta         | Ab.           | —             | —    | —             | Ab.           | —             | —             | —    | —   | —    | 68.º |    |    |    |
| Reino Unido en Ruta     | Reino Unido en Ruta     | 3.º           | 20.º          | —    | —             | —             | —             | —             | —    | —   | —    | —    | —  |    |    |

—: no participa

Ab.: abandono

X: no se celebró

## Equipos
- Orica/Mitchelton/BikeExchange/Jayco (2014-2024)
  - Orica-GreenEdge (2014-06.2016)
  - Orica-BikeExchange (07.2016-12.2016)
  - Orica-Scott (2017)
  - Team BikeExchange (2021)
  - Team BikeExchange-Jayco (2022)
  - Team Jayco AlUla (2023-2024)
- Team Visma | Lease a Bike (2025-)